# HABATAKE!
『HABATAKE!』（はばたけ!）は、日本のロック・バンドGANGA ZUMBAが2006年8月2日にRhythmedia Tribeから発表した1枚目のミニ・アルバム。

## 内容
1曲目「HABATAKE!」は、2006 FIFA WORLD CUP PUBLIC VIEWINGのテーマソング。
6曲目「楽園」はアサヒ・旬果搾りCMソング。
5曲目「Survivor」にMISIAがゲスト参加。

## 収録曲
特記以外　作詞・作曲：宮沢和史
1. HABATAKE!
  - 作詞・作曲：宮沢和史・高野寛
2. Bridge
3. Mambolero
4. Rainbow Warriors
5. Survivor(Featuring MISIA)
  - 作詞：宮沢和史・Dick Lee
6. 楽園
  - 作詞：宮沢和史・大宮エリー